# Bilokoróvychi
Bilokoróvychi (ucraniano: Білокоро́вичі) es un municipio rural de Ucrania perteneciente al raión de Korosten de la óblast de Zhytómyr.
En 2018, el territorio del actual municipio tenía una población de 5948 habitantes. Está formado por tres localidades que forman una conurbación a medio camino entre lo urbano y lo rural: el propio pueblo de Bilokoróvychi, de unos dos mil quinientos habitantes, y dos sélyshcha colindantes: Buchmaný y Novi Bilokoróvychi. El municipio se formó en 2016 mediante la fusión del consejo rural de Bilokoróvychi con los hasta entonces ayuntamientos urbanos de ambas localidades colindantes.
Se ubica unos 40 km al noroeste de la capital distrital Kórosten, junto a la carretera M07 que lleva a Kóvel. Por el pueblo fluye el río Zhérev.

## Historia
Se conoce la existencia del pueblo en documentos desde el siglo XVI, cuando era una dependencia feudal del castillo de Óvruch. Hasta 1905 formaba parte de la vólost de Zhúbrovychi, en el uyezd de Óvruch de la gobernación de Volinia. En 1905 se trasladó la sede de la vólost a Bilokoróvychi. La RSS de Ucrania integró al pueblo en 1923 en el raión de Olevsk, al que perteneció durante casi un siglo. En 1927 se abrió aquí una escuela técnica forestal, pero solamente duró cuatro años, ya que en 1931 se trasladó a Hamarnia. En 1991 se incluyó el pueblo en la zona de reasentamiento voluntario garantizado del accidente de Chernóbil.